# Snehová jama

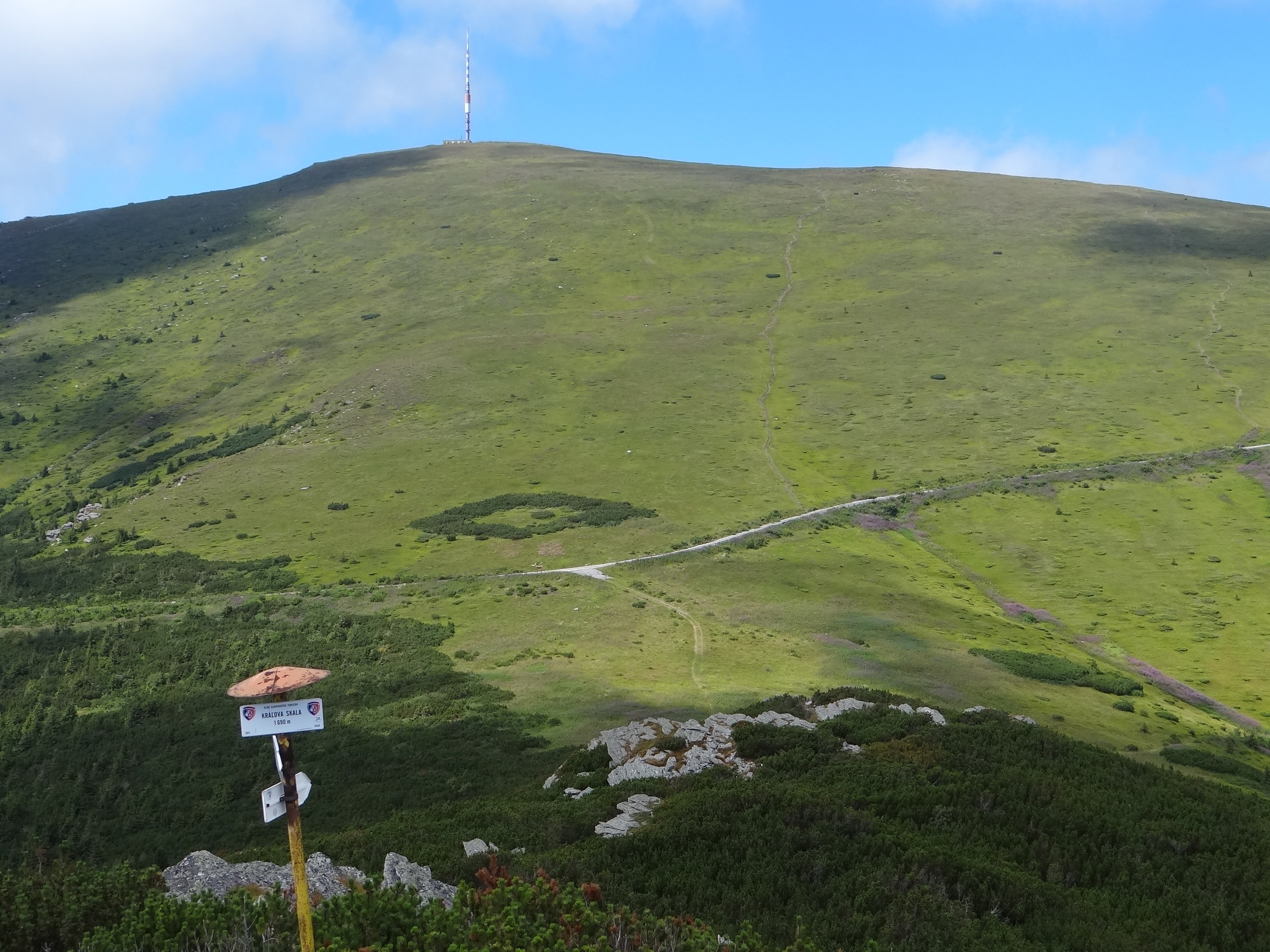
Snehová jama i Kráľova hoľa

Snehová jama (1650 m) – wyraźna, szeroka przełęcz we wschodniej części głównego grzbietu Niżnych Tatr na Słowacji. Rozdziela szczyty Kráľova hoľa (1946 m, na zachodzie) i Kráľova skala (1690 m, na wschodzie). W niektórych źródłach przełęcz ma nazwę Kráľovo sedlo. Prowadzi przez nią droga asfaltowa do nadajnika telewizyjnego na szczycie Kralowej Holi. Droga jest zamknięta dla samochodów, dostępna jest natomiast dla rowerzystów.
Snehová jama znajduje się na terenie halnym. Dzięki temu jest punktem widokowym. Prowadzi przez nią szlak turystyki pieszej z miejscowości Telgárt na Kralową Holę, oraz rowerowy drogą asfaltową. Szlak turystki pieszej z przełęczy pnie się stromo trawiastymi zboczami Kralowej Holi. Można wybrać także dłuższy, ale łagodniejszy wariant drogą asfaltową.

## Szlak turystyczny
Telgárt – Kráľova skala – Snehová jama – Kráľova hoľa. Czas przejścia: 3.45 h
 Šumiac – Predné sedlo – Snehová jama – Kráľova hoľa